# Tiny Toon Adventures: Buster's Hidden Treasure
Tiny Toon Adventures: Buster's Hidden Treasure (en español Las Aventuras de Tiny Toon: El tesoro escondido de Buster) fue el primer videojuego basado en la serie de televisión Tiny Toons para la consola Mega Drive.
Fue lanzado en 1993, publicado y distribuido por Konami.

## Historia
En la Looniversidad Acme, se encuentran Buster Bunny y sus amigos limpiando una habitación del almacén. Un pequeño trozo de papel vuela hasta los pies de Buster, él le hecha un vistazo al papel y se da cuenta de que parece haber un mapa, pero no está muy seguro.
Montana Max se lo saca, y dice que es un mapa de un tesoro. Buster se lo pide de nuevo y Max se niega.
Luego Max le pide ayuda al Dr. Gene Splicer para poder encontrar el tesoro. Este científico le lava el cerebro a Dizzy Devil, Plucky Duck, Calamity Coyoye y a Hamton J. Pig, mientras Max y sus secuaces capturan a Babs Bunny, Fifi Le Fume y a Shirley the Loon
Ahora Buster Bunny debe rescatar a Babs y a sus amigos, y también, encontrar el tesoro.

## Objetivo del juego
La misión de Buster Bunny es encontrar, y derrotar a Montana Max, que ha robado y escondido un tesoro, y rescatar a Babsy Bunny.
Buster deberá pasar por varios niveles, 33 en total, incluyendo un bosque, una cueva, una cueva de lava, montañas de nieve, un barco pirata, una fábrica y un océano.
En los niveles uno se puede topar con enemigos como Rederick Rat, Arnold the Pit Bull, ranas, sapos, lechuzas, tigres, peces, cocodrilos, pingüinos, cangrejos, cuervos, pájaros,etc.

## Ítems
- Zanahorias: Aparecen en casi todos lados.
- Corazón: Al agarrarlo puedes recuperar un punto de salud.
- Campana: Te da un corazón extra. Como máximo puede haber 5.
- Cabeza de Buster: Una vida extra.
- Diamante: Este te hará invulnerable más o menos 40 segundos.
- Cabeza de Little Beeper/Sneezer/Concord Cóndor: Te da una ayuda independientemente de la cantidad de zanahorias que tengas.
- Logo de TTA: Te lleva a un nivel especial rodeado por Gogo Dodos.

## Características
- Uno puede jugar un nivel cuantas veces quiera, a excepción de los tres últimos. Si el jugador pierde todas las vidas en los niveles finales de la zona de la fábrica volverá al primero de dicha zona.
- Para pasar de zona, hay que derrotar al Dr. Gene, que controla a uno de tus amigos para hacerte daño. Cuando logres derrotarlo, el casco controlador utilizado por Gene, se destruirá, y Buster tendrá un diálogo cómico, como con Plucky Duck, o Calamity Coyote.
- Al juntar 50 zanahorias, estas serán cambiadas por una ayuda, ya sea de parte de Little Beeper, Sneezer, o Concord Cóndor. Al llamarlos haciendo sonar un silbato, ellos vendrán y de alguna manera derrotaran a los enemigos que tengas cerca.
- Para lograr pasar un nivel, hay que encontrar a Gogo Dodo.
- En más de un nivel, se pueden encontrar dos Gogo Dodos distintos, que te llevan a niveles diferentes.
- En algunos niveles, escondido se puede ver el logo de Tiny Toon. Este te llevará a Wackyland, donde debes intentar agarrar la mayor cantidad de ítems posibles, y esquivar a los numerosos Gogo Dodos que se encuentran allí (los cuales hacen que abandones Wackyland).